# پرمولو
پرمولو (به ایتالیایی: Premolo) یک کومونه در ایتالیا است که در استان برگامو واقع شده‌است.

## خصوصیات
پرمولو ۱۸٫۳ کیلومترمربع مساحت و ۱٬۰۹۴ نفر جمعیت دارد و ۶۲۵ متر بالاتر از سطح دریا واقع شده‌است.